# Władysław Marszalik
Władysław Marszalik (ur. 29 grudnia 1923 w Brześciu nad Bugiem, zm. 30 czerwca 1973) – polski telemonter, poseł na Sejm PRL V kadencji.

## Życiorys
Uzyskał wykształcenie średnie, z zawodu telemonter. Pracował w swoim zawodzie w Urzędzie Telefonów Miejscowych-Kraków. W 1969 uzyskał mandat posła na Sejm PRL w okręgu Kraków z ramienia Polskiej Zjednoczonej Partii Robotniczej. Zasiadał w Komisji Komunikacji i Łączności.
Został pochowany na cmentarzu Rakowickim.